# Aktinométer

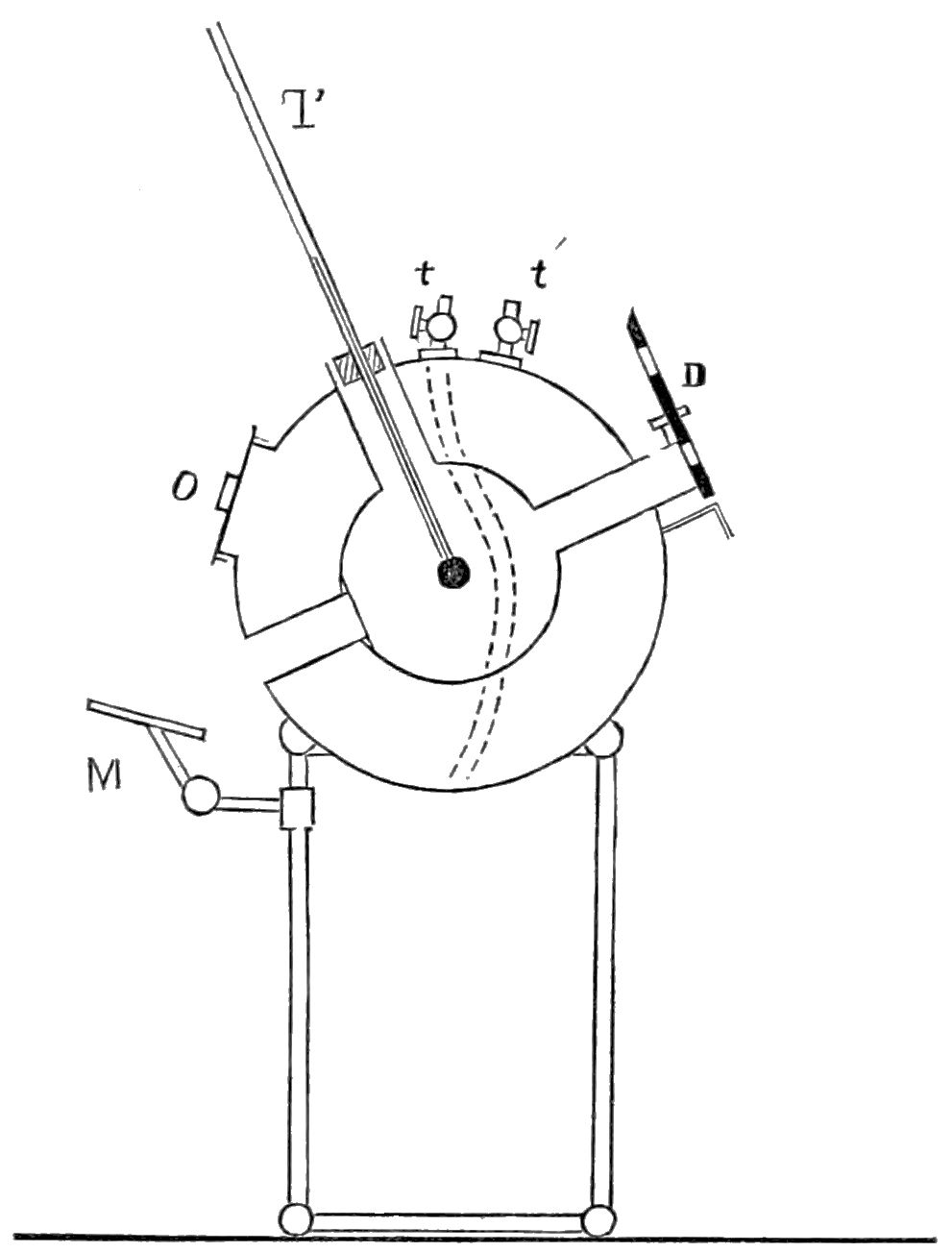
Aktinométer

Az aktinométer görög eredetű szó. Az aktinos sugárt jelent, a metreo pedig mérek-et. Az aktinométer a napsugárzás mérésére szolgáló műszer a meteorológiában.
Direkt sugárzásokat mérnek vele.
Az aktinométerek többfélék:
- Michelson-Martin-féle,
- Linke-Feussner-féle,
- kémiai

A Michelson-Martin-féle aktinométer nemzetközileg elfogadott alapműszer. Érzékelője egy feketére festett bimetál, amely meggörbülve kvarcszálat mozgat. Ezt nagyítón keresztül olvashatjuk le a skálán. A mérés menete: az érzékelő részt t ideig sugárzásnak tesszük ki, ekkor T hőmérsékletre melegszik. Ezután t ideig árnyékoljuk, ekkor T1 hőmérsékletre hűl. T-T1 arányos a sugárzás erősségével.
A kémiai aktinométer lényegében zselatingélbe ágyazott, együttesen lecsapott ezüst-oxalát/higany-oxalát szuszpenziója. Megvilágítás hatására az eredetileg fehér színű fényérzékeny réteg szemmel láthatóan barnul, ami egy színskálához viszonyítva könnyedén azonosítható. A színváltozás lineárisan arányos a fényerősséggel. A kémiai mérés különösen UV-sugárzás gyors mérésére alkalmas.